# Buitinga ruhiza
Buitinga ruhiza is een spinnensoort uit de familie trilspinnen (Pholcidae). De soort komt voor in Oeganda. 